# Тетерка (село)
Тете́рка (укр. Тетірка) — село на Украине, основано в 1866 году, находится в Пулинском районе Житомирской области.
Код КОАТУУ — 1825485201. Население по переписи 2001 года составляет 593 человека. Почтовый индекс — 12025. Телефонный код — 4131. Занимает площадь 2,188 км².

## Адрес местного совета
12085, Житомирская область, Пулинский р-н, с. Тетерка, ул. Ленина, 35